# 刘孟纯
刘孟纯（1904年—1982年11月6日），字粹文，广东惠州（今惠城区）人，中华民国及中华人民共和国政治人物。

## 生平

### 学习生活
1904年，刘孟纯生于广东惠州城一个书香门第。祖父刘济霖是清朝的贡生，做过清朝小官，辛亥革命后以“前清遗老”自居。三岁起，刘孟纯随祖父母生活。七岁，祖父延请私塾先生来家中教刘孟纯读书。1918年，刘孟纯考入惠州中学。1922年春，刘孟纯的祖父病逝，家中经济发生困难。刘孟纯在学校领导罢课，还起草了一篇告社会的白话文宣言书讨伐学校，结果学习成绩很好的刘孟纯被学校以“品学特劣”为由开除。祖母将他送到广州，补习了中学最后两三个月的课程，以同等学力资格考入广东高等师范学校文史部。
1923年夏，祖母病逝。家中将房子变卖筹集葬费，全家生活限入困顿。料理完祖母丧事后，刘孟纯带着母亲及弟妹等人，本来想回广州，但陈炯明叛军已包围惠州城，刘孟纯只好带家人到乡下，在大湖洋的一所小学教书几个月。1923年冬，惠州解围后，刘孟纯回广州继续学业。

### 投笔从戎
1925年春，东征军在驱逐陈炯明叛军后，又攻打入广东的滇桂军，在广州城附近不断发生战斗，学校被迫停课。刘孟纯家中来信称，一位亲戚在邱鸿钧部队替他找到一份工作。因父亲一直失业，刘孟纯只好中断学业从军。
该部队原来是陈炯明叛军，由潮梅军第三路司令邱鸿钧收编。刘孟纯是该部队唯一的读书人。后来，刘孟纯因为平息了一次叛乱，使邱鸿钧脱险，受到邱鸿钧赏识，被邱鸿钧任命为自己的秘书。1925年秋，刘孟纯等人集体加入中国国民党。1926年1月，刘孟纯所在部队参加完第二次东征后，被编入程潜的国民革命军第六军。刘孟纯离开部队，重回广东高等师范学校学习。课余为维持生计，夜间兼职负责军委会政治训练部宣传处刊物《政治工作》（后更名为《军人日报》）的印刷及校对工作。1926年7月，为开展北伐，成立国民革命军总司令部，邱鸿钧任总司令部一个征募处处长，要刘孟纯来征募处总务科当文书股长。1926年9月，北伐军进攻汉口时，刘孟纯随邱鸿钧北上，到武汉设立办事机构，学业再度中断。

### 留学梦碎
1928年秋，在将奉系张作霖驱逐出北平后，蒋介石、冯玉祥、李宗仁、阎锡山在北平决定裁军，成立编遣委员会。编遣委员会规定，凡为北伐而放弃学业的一定级别以上的军官（包括在军事机关工作的文职干部），可按原文化程度申请出国留学，留学期间，编遣委员会可照顾其家庭生活。刘孟纯随即向编遣委员会申请出国留学。1929年1月，刘孟纯留下辞呈，到上海补习英文。不久，邱鸿钧来上海，要刘孟纯回去继续帮助他。几天后，邱鸿钧同意为刘孟纯出国帮忙，刘孟纯同意在留学未获批准前，只要邱鸿钧需要，就要去帮忙。1929年春，蒋桂战争后，蒋介石重新控制武汉，邱鸿钧任武汉市公安局局长，要刘孟纯任总务科长。刘孟纯乃按照约定就职。两个月后，刘孟纯请病假回到上海，继续准备留学。但中原大战使编遣委员会解体，刘孟纯的留学梦未能实现。
1930年1月，刘孟纯利用与南京市市长刘纪文的私交，到南京市土地局任秘书半年，后到南京市政府担任科长，管编辑事务。1930年9月，随刘纪文到上海江海关监督公署任总务科长。1931年5月，广州方面宣布独立，刘纪文参与，刘孟纯随其去广州。未及停留，又随邱鸿钧回上海，准备赴武汉策动军队反对蒋介石，后因广州政府的军队未积极北上而作罢。

### 中央军校
1932年，刘孟纯到南京投靠邱鸿钧，但因当时邱鸿钧遭蒋介石冷落而失业，故未果。一·二八事变期间，刘孟纯碰到老同事容宇，容宇邀刘孟纯到国民革命军第五军第87师特别党部接替自己担任书记长。当时，张治中任第五军军长兼第87师师长，部队正要开往上海同日军作战。1932年3月初，张治中率部从上海撤到苏州，刘孟纯首次见到张治中。《淞沪停战协定》签订之后，张治中辞去第五军军长兼第87师师长职务，回南京任中央军校教育长，刘孟纯留在第87师从事抗日宣传。1932年秋，张治中让刘孟纯到中央军校政训处当政治教官，享受中校待遇。刘孟纯任该职5年，直到1937年八·一三事变。
1933年秋，刘孟纯调到中央军校洛阳分校任政治主任教官。赴洛阳前夕，加入复兴社。刘孟纯多次与南京中央军校政训处处长滕杰冲突。1934年暑假，刘孟纯回南京，于1934年冬在《黄埔月刊》发表一篇文章，涉及“民族固有道德”，称如今提“忠君”为拥护专制，并认为道德的基础是经济。这违背了蒋介石发动的“新生活运动”的说法，招致政训处斥责。
1935年4月，蒋介石举办了第一次全国学生集训，刘孟纯奉派至江苏集训总队任政治教官。在江苏，刘孟纯召集受训学生举办一次集会，在会上斥责国民政府同日本妥协，号召学生抗日，认为中国绝不适用法西斯制（当时蒋介石鼓吹在中国实行法西斯制），称墨索里尼和希特勒“一个是流氓、一个是恶棍”，认为《塘沽协定》乃卖国条约。他的言行被江苏的“复兴社”告发到蒋介石处。集训结束回到南京时，刘孟纯发现自己已被政训处除名。中央军校对政治教官采取定期聘用制，由政训处提名，报教育长审批。中央军校教育长张治中将名单打回，让政训处重新考虑。刘孟纯被留下，但遭当面警告，教务科也奉指示不再安排刘孟纯上课，仅安排他编写教材。
1936年3月，为准备对日本作战，国民政府将全中国划分为多个国防区，张治中负责京沪分区。为完成该秘密工作，在中央军校成立了秘密机构，对外称“高级教官室”，迁往苏州后对外称“中央军校野营办事处”，真名为“京沪警备司令部”。该机构仅有两个处室，刘孟纯任秘书处第一科科长，负责“抗敌后援”，工作是督促壮丁训练、组织人民团体、编组展示服务队。机构内部发行“完全鼓吹抗日”的秘密刊物《抗战》。在张治中领导下，刘孟纯协助张治中起草许多文告。八一三事变爆发后，张治中发表对日抗战声明，指出此战是对甲午战争以来日本侵略罪行的总清算，还提到战后日本要归还中国领土。这篇声明即出自刘孟纯。

### 从湖南到重庆
1937年11月，由于张治中被任命为湖南省政府主席，刘孟纯随张治中到湖南省赴任，任湖南省政府秘书处第一科科长。当时，刘孟纯在一个文件上签署了一项办法，建议张治中致电报给蒋介石，承认中国共产党的合法地位，给中国共产党在各地公开开展抗战宣传等活动的权利，以加强国共合作。电报被蒋介石交给CC系和复兴社研究。他们大骂张治中，还调查是谁的主意。刘孟纯说：“联共是已订的国策，我的主张没有错。”
1938年11月长沙大火后，张治中的湖南省主席职务被免去，由薛岳接任。薛岳要刘孟纯暂留湖南，待张治中有需要再离开。其间，刘孟纯历任长沙行署办公厅副主任、长沙行署战地政务处处长、湖南军管区政治部主任（同少将级）等职务。1940年秋，已调任国民政府军事委员会政治部部长的张治中致电报给薛岳，要刘孟纯来重庆协助他。薛岳不同意，张治中乃以政治部部长名义下调令。1940年10月初，刘孟纯自湖南经广西、贵州，于1940年11月到重庆，任国民政府军事委员会政治部办公厅副主任。从1940年到1945年，在政治部的职务多次变动，但仍一直负责张治中的秘书工作。1942年，刘孟纯重病，张治中征得蒋介石批准，派飞机请成都的一位名医来重庆诊治，挽救了刘孟纯的生命。
1945年六、七月间，张治中召集刘孟纯等人就战后时局座谈。他们决定成立“社会科学研究社”，进行和平宣传。他们还决定，抗战结束后，将政治部机关报《扫荡报》改成《和平日报》。张治中还准备将刘孟纯等人派到地方，经营地方报社。1945年8月初，刘孟纯被张治中调任三民主义青年团秘书长。他们计划调动三民主义青年团人事，以倾向和平的人士取代主张内战的人士。

### 内战与新疆
1945年11月初，蒋介石要国民政府军事委员会政治部召集全国政工会议，但又打电报给正在新疆同三区革命代表进行和平谈判的国民政府军事委员会政治部部长张治中，要其留在新疆不必回来。蒋介石在此次会议说出了要打内战的意图，并布置开展政治动员等工作。几天后，蒋介石电召在新疆的第八战区司令长官朱绍良赴重庆参加军事会议，仍未让张治中参加。张治中认为此次军事会议是决定和战的关键会议，乃委托刘孟纯起草了一封信让朱绍良转交蒋介石，此即张治中上蒋介石“万言书”，信中认为不宜内战。后来，张治中又委托刘孟纯起草了多封给蒋介石的信函，内容仍是期望和平、不要内战。
1944年11月，新疆伊宁事变爆发，三区革命开始，成立了“东突厥斯坦共和国”。1945年七八月间，三区方面向迪化进军，驻新疆的国军陷入危局。1945年9月13日，为处理新疆问题，张治中携刘孟纯等人抵达新疆。9月14日，张治中会见苏联驻迪化代理总领事，表示国民政府希望事件和平解决，请其报告苏联政府出面调停。等待苏联答复期间，张治中一行人飞返重庆，组成一个研究新疆问题的小组，由刘孟纯收集新疆资料，准备和平解决方案。很快，苏联发出愿意调停的通知。国民政府外交部答复苏联驻中国大使称，已派张治中代表国民政府与三区方面和谈。
1945年10月14日，刘孟纯等人随张治中二度飞赴迪化，同三区代表和谈。1946年1月2日，双方签订和平协定和第一个附件，另外达成两个口头协议。此后张治中飞返重庆，刘孟纯留下与三区代表联系，2月10日前后回到重庆。3月19日，张治中作为国民政府主席西北行营主任（后来改称西北行辕）兼新疆省政府主席，携刘孟纯等人从重庆飞赴迪化，开展第二阶段和谈。6月6日，达成第二个附件。至此，伊宁事变和平解决。此后按照和平协议实行新疆省政府改组。新政府为民族联合性质的政府，人员分别由中央政府指派、三区推荐、七区（除三区之外的新疆其他七区）推荐。7月1日，新政府改组成立，刘孟纯任新政府的委员兼秘书长。
1946年张治中出任新疆省政府主席后，周恩来请张治中清查当年盛世才1942年扣押在新疆的中国共产党方面人员。经刘孟纯具体操作下，130多名被押的中国共产党党员在士兵护送下，分期分批绕过阎锡山警戒区回到延安。
1947年6月，麦斯武德接任新疆省政府主席，刘孟纯被免去新疆省政府秘书长的兼职，但仍为新疆省政府委员，同时还兼任新疆省政府宣传委员会主任。此外，他仍任西北行辕秘书长。刘孟纯对新疆省政府一些不利于新疆和平的政策采取了严厉限制，招致不少人攻击。1947年11月、1948年3月，张治中同刘孟纯、屈武、刘泽荣三人先后两次对新疆及全中国问题进行检讨，决定全力要求蒋介石停止内战。他们商定，若蒋介石不同意，就只好脱离政治逃到国外。他们在新疆问题上认为首先应撤换宋希濂（时任西北军政长官公署参谋长，新疆警备总司令），第二步撤换麦斯武德，消除和三区方面合作的障碍。

### 新疆和平解放
1947年11月初，张治中、刘孟纯等人返回南京。12月底，蒋介石接受了改组新疆省政府的建议，由包尔汉任新疆省政府主席。1949年1月3日，刘孟纯从南京回到新疆，兼任改组之后的新疆省政府秘书长，促使新疆和平解放。他首先通过个人活动争取新疆军政上层主和派。当时新疆军事负责人为陶峙岳，政治负责人为包尔汉，两人对新疆和平解放并不十分反对。但陶峙岳不掌握军队实权，新疆的军队一部属马步芳（整编骑一师），大部属胡宗南（整编78师、整编42师）。整编骑一师师长马呈祥，整编78师师长叶成，整编78师所属179旅旅长罗恕人等人，对新疆和平解放的立场多次动摇。1949年2月，李宗仁命陶峙岳除留一个旅在新疆驻防外，其他部队悉数调进关内参加第二次国共内战。陶峙岳反对进关，而马呈祥、罗恕人主张进关，叶成态度不明。南京随后来电要陶峙岳亲赴南京。经与刘孟纯等人商议，陶峙岳乃拖延不去南京，也不将军队调进关内。
就调入关内的问题，新疆军队内部形成“主战派”和“主和派”。因陶峙岳一再拖延，至1949年八、九月间，中国人民解放军攻占兰州、西宁后，“主战派”的马呈祥、罗恕人、叶成对陶峙岳起了疑心，认为陶峙岳受刘孟纯、屈武、刘泽荣三人“包围”和“挑唆”，决定将刘孟纯、屈武、刘泽荣扣押并干掉。
此前，1949年6月，在新疆军校举办的一次校庆纪念活动上，罗恕人等人唆使部下一个团长上台痛骂刘孟纯是中国共产党说客。另外他们还在各种场合向刘孟纯等“主和派”示威。9月19日夜，马呈祥、罗恕人、叶成决定除掉刘孟纯等人。在行动前，他们征求警备司令陶峙岳的意见。经过陶峙岳劝说，马呈祥、罗恕人、叶成打消了扣押刘孟纯等人的想法。
1949年9月8日，毛泽东约见在北平的张治中，告诉他已决定中国人民解放军由兰州和青海分两路进军新疆，希望张治中致电新疆军政负责人，实现新疆和平解放。毛泽东还告诉张治中，据情报称，只要张治中去电，新疆方面一定照办。张治中答应。9月下旬，张治中致电报给陶峙岳，要其和包尔汉、刘孟纯、屈武等人准备和平起义。
1949年9月20日，中国人民解放军占领甘肃酒泉，并继续西进，在新疆的国民党特务及主战军官表示愿将部队交出，自己逃往印度。9月24日，胡宗南打电报给其部队，要求除掉刘孟纯等人后将部队带往南疆。但该命令已来不及执行。9月25日、26日，陶峙岳和包尔汉先后通电宣布同国民政府断绝关系，接受和平条款，听候中央人民政府命令。新疆和平解放实现。

### 共和国时期
1949年12月16日，中央人民广播电台广播了经中共中央批准，中央人民政府第十一次政务会议通过的新疆省人民政府组成人员名单，刘孟纯被发表为新疆省新政府委员兼秘书长。1950年初，中共中央派出专机将刘孟纯全家从新疆接到北京。行前，王震司令员亲到刘孟纯家送行。到北京机场时，政务院总理周恩来亲自迎接。不久，毛泽东主席接见并共进午餐，临别握手时送给刘孟纯三句话：一、“你为新疆和平解放尽了最大的努力，我代表全国人民感谢你。”二、“你拯救了十万生灵。”三、“我们今后还要重用于你。”周恩来对刘孟纯说：“你先在政务院熟悉熟悉情况，以后还有许多工作要借重你。”
1950年至1953年，刘孟纯任政务院参事。其间，多次开展社会调查研究，为国家建设提出意见及建议，多次承办党和国家领导人交办的任务。1952年6月初，按照李维汉秘书长的指示，刘孟纯和其他几位政务院参事参加了研究政府机关会议制度、报告制度、检查制度、总结制度的工作。7月5日，刘孟纯到西北开展政府工作制度的调查研究。1953年10月5日，刘孟纯作为政务院参事参加了抗美援朝慰问团赴朝鲜，祭扫中国人民志愿军烈士墓。
1952年，刘孟纯加入中国国民党革命委员会（简称民革）。同年，调任全国政协专职副秘书长。此后历任全国政协第二、三、四届委员、第五届全国政协常委，中央社会主义学院秘书长、民革第三至五届中央常委兼秘书长、民革中央宣传部副部长等职务。
文化大革命期间，刘孟纯遭受迫害。“四人帮”被粉碎后，刘孟纯拥护中共十一届三中全会以来的路线、方针、政策，并希望实现第三次国共合作、台湾早日回归祖国。
1976年，刘孟纯患心肌梗阻症。1982年11月6日，刘孟纯因急性心脏病发作逝世。在刘孟纯的追悼会上，邓小平、王震、屈武、包尔汉等人或亲往、或送花圈。

## 著作
- 《回忆新疆和平解放》[1]
- 《刘孟纯自传》（未刊稿）[2]